# ボリス・シラーエフ
ボリス・シラーエフ（ロシア語: Борис Иванович Силаев、1946年2月28日 - ）は、キルギス共和国、ロシア連邦の政治家。キルギスでは、副首相、首相代行、第一副首相等を務めた。現在、ロシアのモスクワで活動。

## ソ連時代
沿海地方ミハイロフスキー地区リャリチ村出身。1964年、トクマク機械化・電気化専門学校を卒業、1974年、フルンゼ工科大学を卒業。
1964年～1977年、電機修理工、召集兵、電気整備工、技師、職長として働く。1977年～1990年、キルギス共産党「チャジュエレクトロマシュ」工場書記、ピェルヴォマイスキー地区委員会課主任、フルンゼ市執行委員会課主任、オクチャブリスキー地区委員会第一書記、アルマ・アタ高等党学校の聴講生。
- 1990年～1991年 - オクチャブリスキー地区会議議長
- 1991年～1992年 - チュイ州会議第一副議長

## キルギス時代
- 1992年～1993年 - 労働・住民社会保護相代行、「BOS Ltd.」社社長
- 1993年～1995年 - ビシュケク市オクチャブリスキー地区国家行政府長官（地区長）
- 1995年2月～1998年4月 - ビシュケク市地方自治体首長（市長）
- 1998年4月～1999年4月 - 副首相
- 1998年12月～1999年4月 - 首相代行
- 1999年4月～2000年11月 - 第一副首相

第12期キルギスタン最高会議代議員。2000年1月、民主勢力同盟から立法院に出馬。

## 現在
2001年3月、モスクワ市役所分析局第一副局長。2002年5月、モスクワ政府国際関係部副部長。

## パーソナル
妻帯、2児を有する（長男オレグは、2004年に溺死）。
「ダンク」メダルを受章。